# Max Beringer
Max Beringer (* 18. Mai 1886 in Mindelheim; † 26. Juni 1961 in Memmingen) war deutscher Maler und Grafiker. 

## Leben
Er studierte von 1904 bis 1914 an der Kunstgewerbeschule München und der Akademie der Bildenden Künste München. Fortbildungsreisen machte er unter anderem nach Italien, Paris, Berlin und Dresden. Er nahm an den Ausstellungen der Münchner Secession teil. 
Beringer malte Bildnisse, Akte, Figuren und Landschaften. Als Grafiker war er für besondere Radierungen bekannt. Er illustrierte unter anderem die Zeitschrift Jugendlust in den Jahren 1907/08 bis 1914/15. Zuletzt lebte er im Münchener Stadtteil Pasing.